# James Callaghan
Leonard James Callaghan, Nam tước Callaghan của Cardiff (27 tháng 3 năm 1912 - 26 tháng 3 năm 2005), thường được gọi là  Jim Callaghan , từng là Thủ tướng của Vương quốc Anh từ cuộc bầu cử lãnh đạo Công đảng Anh, 1976 đến cuộc tổng tuyển cử Vương quốc Anh 1979 và giữ cương vị lãnh đạo Công đảng Anh tù năm 1976 đến năm 1980. Cho đến nay, Callaghan là chính trị gia Anh đã từng phục vụ trong cả bốn chức vụ quan trọng nhất của chỉnh phủ Anh (trọng đại quốc vụ,, là Bộ trưởng Tài chính Anh (1964-1967), Bộ trưởng Bộ Nội vụ Anh (1967-1970), và Bộ trưởng Ngoại giao và Khối thịnh vượng chung (1974-1976) trước khi được bổ nhiệm làm Thủ tướng Chính phủ Anh. Là Thủ tướng Chính phủ, ông đã có một số thành công, nhưng chủ yếu được người ta ghi nhớ cho "Mùa đông Bất mãn" của năm 1978-79. Trong một mùa đông rất lạnh, cuộc chiến của ông với các công đoàn đã dẫn tới những vụ đình công khổng lồ gây bất tiện nghiêm trọng cho công chúng, dẫn đến thất bại của ông trong các cuộc thăm dò của nhà lãnh đạo bảo thủ Margaret Thatcher.
Khi bước vào Hạ viện năm 1945, ông ta ở cánh tả của đảng. Callaghan liên tục tiến về phía cánh hữu, nhưng vẫn duy trì danh tiếng của mình là "Người giữ nắp vải" - nghĩa là ông được coi là duy trì mối quan hệ chặt chẽ giữa Công đảng và các nghiệp đoàn. Thời kỳ Callaghan làm Bộ trưởng Tài chính cùng thời kỳ hỗn loạn đối với nền kinh tế Anh, trong đó ông phải vật lộn với thâm hụt cán cân cán cân thanh toán và tấn công đầu cơ vào Bảng Anh (tỷ giá hối đoái của nó sang các đơn vị tiền tệ khác hầu như đã được cố định bởi hệ thống hệ thống Bretton Woods). Vào ngày 18 tháng 11 năm 1967, chính phủ đã phá giá Bảng Anh. Callaghan trở thành Bộ trưởng Nội vụ. Ông phái quân đội Anh để hỗ trợ cảnh sát ở Bắc Ailen, sau khi có yêu cầu từ Bộ Chính trị Bắc Ireland.